# Echinopsis thionantha
Echinopsis thionantha är en kaktusväxtart som först beskrevs av Carlos Luis Spegazzini, och fick sitt nu gällande namn av Erich Werdermann. Echinopsis thionantha ingår i släktet Echinopsis och familjen kaktusväxter.

## Underarter
Arten delas in i följande underarter:
- E. t. ferrarii
- E. t. glauca
- E. t. thionantha